# 콜라스 요타카
콜라스 요타카(중국어 정체자: 谷辣斯·尤達卡, 아미어: Kolas Yotaka, 1974년 3월 17일 ~ )는 타이완의 정치인, 전 행정원 대변인, 입법의원, 총통부 대변인이다. 그녀는 2016년부터 비례대표 입법의원으로 활동해 왔다. 